# Monarca (1756)
El Monarca fue un navío de línea español de 68 cañones nominales construido en el astillero de Ferrol, primero de la Armada Española en llevar el citado nombre, que acabó su vida activa al servicio de la Royal Navy con el mismo nombre. Fue diseñado según el modelo de Jorge Juan y con Richard Rooth en los trabajos de construcción. De acuerdo con los estándares británicos, quedó categorizado como navío de tercera clase (third rate ship of the line). No hay consenso sobre su armamento, pues otras fuentes citan 70 o incluso 74 cañones.

## Historial
Estuvo en la flota que partió el 29 de agosto de 1759 para traer desde Nápoles a Carlos III.
En 1761 pertenecía a la división al mando del jefe de escuadra Francisco Lastarría, que realizó cruceros por el canal de la Mancha y el Cantábrico, junto con el Oriente, Arrogante y Príncipe. 
A principios de diciembre de 1761 partió desde Ferrol con el navío Arrogante, la fragata Palas y el bergantín Cazador y varios mercantes rumbo a Santo Domingo al mando de Benito Erasún con tropas de los regimientos de infantería Granada y Murcia, así como pertrechos. Tras desembarcarlos en Santo Domingo, a comienzos de 1762 fue destinado a defender la plaza de Santiago de Cuba, a donde llegó el 3 de febrero. 
Durante el ataque británico a La Habana en junio de 1762, se encontraba en el puerto de Santiago junto con los navíos Arrogante y Galicia, la fragata Palas y el bergantín Cazador. En junio de 1762 navegó a La Habana para reforzar la escuadra allí apostada, transportar hombres y pertrechos para su defensa. Al recibir noticias del ataque británico y estar la plaza sitiada, regresó a Santiago de Cuba. 
En agosto de 1764, se le realizó una carena en firme en la ciudad de Cádiz. Desde junio hasta octubre de 1773 navegó por el Mediterráneo, y en este periodo recaló en los puertos de Barcelona, Génova y Nápoles. 
El 13 de noviembre de 1776, como buque insignia de la escuadra que incluía además a los navíos Poderoso, San José, San Dámaso, Septentrión y América, seis fragatas, diez buques menores y un convoy de cien mercantes que llevaban a bordo al ejército de 10 000 hombres, atacó la colonia portuguesa de Sacramento. Después de una corta lucha, las tropas portuguesas capitularon, y se firmó la paz 1 de octubre de 1777. En el tratado, España conservó la colonia de Sacramento, aunque tuvo que devolver la Isla Santa Catarina. 
Regresó a Cádiz el 17 de julio de 1778 desde la isla de Santa Catalina con los navíos Santo Domingo, San Dámaso y América. 
Al comenzar la guerra con Inglaterra en 1779, al mando del capitán de navío Pedro Trujillo participó en la primera campaña del canal de la Mancha, como buque insignia del jefe de escuadra Adrián Caudrón de Cantein. Al regreso de esta campaña se incorporó a la escuadra de Lángara que vigilaba los accesos al Estrecho. Fue capturado por los ingleses en la batalla del cabo Santa María el 16 de enero de 1780. 
Participó con la Royal Navy en la batalla de Cuddalorein en 1783. Estuvo en servicio en la Armada británica hasta 1791, fecha en la que fue vendido para desguace en Portsmouth al precio de 1 061 £ de la época.